# 泰国猪笼草
泰国猪笼草（学名：Nepenthes thai）是泰国半岛特有的热带食虫植物。其生长于海拔500米至600米的石灰岩山丘上。
尚未发现泰国猪笼草的自然杂交种。

## 扩展阅读
- 中南半岛的猪笼草
- 食虫植物照片搜寻引擎中泰国猪笼草的照片 （页面存档备份，存于）

 维基共享资源上的相關多媒體資源：泰国猪笼草
 維基物種上的相關：泰国猪笼草